# نادر صلاح الدين
نادر صلاح الدين هو سيناريست مصري ألف العديد من الأفلام المصرية أشهرها فلم الدادة دودي لياسمين عبد العزيز.

## أفلام من تأليفه
- الرهينة
- هو في أيه
- بوحة
- الدادة دودي
- حلم العمر
- كود 36
- جعلتني مجرما
- الليمبي 8 جيجا
- إللى بالى بالك

زهايمر
حلم عزيز
أمن دولت
- براكسا(مسرحية)
- تياترو مصر (مسرحية)

مسرح مصر (مسرحية)
على بابا (مسرحية)

## وصلات خارجية
- نادر صلاح الدين على موقع IMDb (الإنجليزية)
- نادر صلاح الدين على موقع الدهليز
- نادر صلاح الدين على موقع قاعدة بيانات الأفلام العربية